# Macroretrus zavattarii
Macroretrus zavattarii är en skalbaggsart som beskrevs av Müller 1940. Macroretrus zavattarii ingår i släktet Macroretrus och familjen Aphodiidae. Inga underarter finns listade i Catalogue of Life.